# منطقه جنوبی، هنگ کنگ
منطقه جنوبی (به لاتین: Southern District) یکی از مناطق هجده‌گانه هنگ کنگ در چین است. منطقه جنوبی ۳۸٫۸ کیلومتر مربع مساحت و ۲۷۴٬۹۹۴ نفر جمعیت دارد.